# Benoît Rouquayrol
Pour les articles homonymes, voir Rouquayrol.
Benoît Rouquayrol, né à Espalion (Aveyron) le 13 juin 1826 et mort à Rodez (Aveyron) le 14 novembre 1875, est, avec Auguste Denayrouze (1837-1883), l'un des inventeurs du scaphandre autonome.

## Biographie
Benoît Rouquayrol nait le 13 juin 1826 à Espalion (Aveyron). Il devient ingénieur de l'École des mines de Saint-Étienne en 1850. Il entre à la Compagnie des houillères et fonderies de l'Aveyron et en est directeur à compter de 1865.
En 1860, préoccupé par les problèmes de sécurité dans les mines lors des coups de grisou, il crée un appareil de sauvetage autonome composé d'un réservoir sous pression couplé à un détendeur qu'il nomme régulateur pour l'écoulement des gaz comprimés. En 1864, avec l'aide du lieutenant de vaisseau Auguste Denayrouze, aveyronnais comme lui, il met au point le premier scaphandre autonome de l'histoire. Ce scaphandre obtient la grande médaille d'or de l'Exposition universelle en 1867 où il est découvert par Jules Verne qui en équipe le capitaine Nemo dans son roman Vingt mille lieues sous les mers, publié en 1869.
Benoît Rouquayrol fait d'autres inventions, telles que celle du dépilage des couches de houille par la méthode verticale.

## Chronologie des brevets Rouquayrol-Denayrouze

### Brevets de Benoît Rouquayrol
- 14 avril 1860 : Benoît Rouquayrol dépose un brevet pour un « régulateur » destiné à un appareil de sauvetage des mineurs victimes de coups de grisou et de galeries noyées.

- 16 janvier 1862 : brevet pour l'"Isoleur Rouquayrol" composé du régulateur et d'un masque avec pince-nez et embout buccal en caoutchouc vulcanisé fixé sur un bec métallique. Ce système permet de supprimer le lourd casque de scaphandrier.

- 25 août 1863 : brevet de pompe soufflante dite "à joints hydrauliques' (dans laquelle les pistons sont fixes et le corps de pompe est mobile).

### Brevets partagés entre Rouquayrol et Auguste Denayrouze
- 11 mars 1864 : brevet de réservoir intermédiaire destiné à la version alimentée par pompage, avec pompe manuelle en surface et aussi, en usage alternatif, un réservoir d'air comprimé gonflé à 40 atmosphères pour la version autonome. C'est l'appareil Rouquayrol-Denayrouze, le premier à être destiné à la plongée subaquatique. Pour ce brevet de 1864 deux variations du régulateur de 1860 vont se suivre en adaptation à la plongée. Le premier est le type dit « basse pression » (8 et 25 litres), alimenté en air par une pompe et utile autant en milieu marin qu'en milieu minier. Le deuxième modèle est le type dit « haute pression » (35 litres), autonome grâce à une réserve d'air pressurisé à 30 kg et permettant une autonomie d'une demi-heure à 10 mètres de profondeur. Une variante de ce dernier, en fer avec rivets de renfort, pouvait être pressurisée à 40 kg. Afin de protéger le plongeur du froid des profondeurs marines Rouquayrol et Denayrouze créent un habit étanche en toile caoutchoutée, comme celui déjà utilisé par les scaphandriers de cette époque. Des semelles de plomb de huit kilogrammes chacune viennent compléter l'équipement. Le plongeur porte un pince-nez mais aucun équipement n'est prévu pour protéger ses yeux, car les premiers essais sont faits par des « cabussairs », des plongeurs en apnée d'Espalion qui pratiquent la pêche de poissons piégés à cet effet dans des herbiers subaquatiques et qui plongent les yeux grands ouverts sous l'eau sans aucun type de protection. Un appareil de cette génération de 1864 est exposé au musée du Scaphandre d'Espalion. Il est le seul exemplaire connu et encore conservé de l'appareil Rouquayrol-Denayrouze original. C'est la société Piel, héritière à la succession des sociétés Denayrouze et Charles Petit, qui l'a offert au musée.

- 27 juin 1864, brevet n° 63606 : adjonction au scaphandre autonome d'un habit en toile caoutchoutée conçu par les deux associés. Le brevet est déposé en y incluant une petite cloche à hublot unique, pour la tête du plongeur. La cloche se remplit d'air au fur et à mesure des expirations du plongeur.

- 1865 : Rouquayrol et Denayrouze constatent que le système de la cloche au remplissage d'air progressif est insuffisant pour la protection des yeux du plongeur et que leur première conception avec pince-nez et sans protection pour les yeux doit être complètement abandonnée au profit d'un système de protection permanente des yeux du scaphandrier. Ils conçoivent un masque facial en cuivre adaptable à l'habit de plongée et qu'ils surnomment « groin » en raison de sa forme. L'air en provenance du régulateur arrive dans le masque par un embout buccal et les gaz d'expiration sont évacués moyennant un robinet manuel à soupape de non-retour. Trois brevets de ce masque-groin se succèdent en passant de un à trois puis finalement quatre hublots, mais des difficultés relevées par les plongeurs l'ayant utilisé amènent Auguste Denayrouze, en 1866, à remplacer le masque-groin par un casque scaphandre traditionnel équipé du même embout buccal et du même robinet d'évacuation d'air vicié.

- 5 septembre 1865 : adjonction au scaphandre d'un sifflet avertisseur qui annonce un bas niveau de la réserve d'air.

- 17 février 1866 : brevet d'un filtre en toile métallique qui empêche les particules marines de venir entraver le mécanisme du régulateur.

### Brevets d'Auguste Denayrouze
- Janvier 1873 : soupape Denayrouze à bouton-poussoir, sur lequel le plongeur peut appuyer par une pression de sa tête.

- Janvier 1873 : Casque Denayrouze 1873 à trois boulons. Les trois boulons sont ceux qui tiennent l'habit de plongée en le pinçant entre le bonnet du casque et la pèlerine. L'arrivée d'air ne se fait plus par un embout buccal mais directement dans le casque, qui inclut toujours le robinet d'évacuation d'air vicié ainsi que, nouveauté, le bouton-poussoir, qui jouit d'un brevet indépendant. Un réservoir intermédiaire entre la pompe et l'espace clos du casque assure une régularité de l'apport d'air, ce qui protège les oreilles du plongeur des différences de pression générées par les à-coups des pompes traditionnelles qui jusqu'alors envoyait l'air directement dans les casques des scaphandriers.

### Brevets de Louis Denayrouze, frère d'Auguste
- 2 juin 1872 : brevet de « l'Aérophore », un appareil qui à nouveau est destiné au sauvetage en milieu minier, doublé d'un brevet de lampe à pétrole étanche qui peut aussi être utilisée sous l'eau.

- Février 1874 : brevet du « Cornet acoustique sous-marin », premier téléphone sous-marin permettant au plongeur de communiquer avec les équipages restés en surface.

- 1889 : Brevet de casque Denayrouze 1889 à crochet. Il s'agit d'un système de fixation à crochet sans boulons. Plusieurs constructeurs adoptent ce système, mais il n'obtient pas le succès attendu car les plongeurs, habitués aux systèmes de fixation par le biais de boulons, restent sceptiques quant à ce crochet. Ce type de scaphandre est celui que Tintin utilise dans la bande dessinée Le Trésor de Rackham le Rouge.

## Chronologie des sociétés dépositaires des brevets
- 1865-1874 : Auguste Denayrouze crée deux sociétés, la « Société Rouquayrol-Denayrouze » (avec Benoît Rouquayrol et Auguste Denayrouze comme associés directeurs) et la « Société Française de Pêche aux Éponges pour la Méditerranée Orientale » (avec Louis Denayrouze à la direction à partir de 1869).

- 1874-1884 : Auguste Denayrouze dissout en 1874 ses deux sociétés, la « Société Rouquayrol-Denayrouze » et la « Société Française de Pêche aux Éponges pour la Méditerranée Orientale », et crée une unique société, la « Société des Spécialités Mécaniques Réunis ». Il place son frère Louis Denayrouze à la direction.

- 1884-1895 : changement de statut, l'entreprise devient la « Société anonyme des Spécialités Mécaniques ». Louis Denayrouze n'en est plus le directeur mais il reste en tant qu'ingénieur et conseiller.

- 1895-1920 : la « Société Charles Petit », du propriétaire de même nom, achète les « Spécialités Mécaniques » à Louis Denayrouze en 1895.

- 1920-1930 : Charles Petit s'associe avec le fiancé de sa fille, René Piel, et le nom de la société devient « Société Charles Petit et René Piel ».

- 1930-1939 : mort de Charles Petit en 1930, la société devient les « Établissements René Piel ».

- 1939-1940 : la société change de statut en 1939 et devient la « Société Anonyme René Piel ».

- 1940-1965 : mort de René Piel en 1940, c'est son fils Bernard qui reprend l'affaire et la société devient les « Établissements Bernard Piel »[4].

### Labels des appareils plongeurs
- Jusqu'en 1874 les appareils plongeurs étaient immatriculés sur les plaques matricule sous le nom « appareils plongeurs Rouquayrol-Denayrouze ».

- À partir de 1874 et jusqu'en 1965 les plaques n'indiqueront que le label « appareils plongeurs Denayrouze » avec ensuite le nom de la société, nom de société changeant selon les époques indiquées.

- Bernard Piel a été, en 1965, le dernier fabricant d'appareils plongeurs Denayrouze. La commercialisation de l'invention de Benoît Rouquayrol aura duré très exactement un siècle (de 1865 à 1905 et de 1920 à 1965).